# مايكا غارسيا غودوي
ماريا ديل كارمن "مايكا" غارسيا غودوي (من مواليد 17 أكتوبر 1990) هي لاعبة كرة الماء إسبانية تلعب في مركز المهاجم. يبلغ طولها 6 أقدام و 2 بوصات (1.88 م) وتلعب في نادي سي إن ساباديل الإسباني. مايكا هي جزء من المنتخب الإسباني الذي حقق الميدالية الذهبية في مسابقة كرة الماء في دورة الألعاب الأولمبية الصيفية 2024، بعد تغلبها على منتخب أستراليا في النهائي بنتيجة 11-9  لتحرز إسبانيا لقبه الأول للسيدات، فازت "التاج الثلاثي" مع المنتخب بالإضافة 13 ميدالية في هذه المسابقات الثلاث الكبرى وثلاث دورات أولمبية وأربع بطولات عالمية وست بطولات أوروبية.

## الانجازات

### المنتخب الوطني
- 2008:  فضية في بطولة أوروبا ملقة
- 2012 :  فضية في دورة الألعاب الأولمبية الصيفية في لندن
- 2013 :  ذهبية في بطولة العالم ببرشلونة
- 2014 :  ذهبية في بطولة أوروبا بودابست
- 2018 :  ذهبية في دورة ألعاب البحر الأبيض المتوسط بتاراغونا
- 2018 :  برونزية في بطولة أوروبا برشلونة
- 2019 :  فضية في بطولة العالم في غوانغجو
- 2020 :  ذهبية في بطولة أوروبا بودابست
- 2020 :  فضية في دورة الألعاب الأولمبية الصيفية في طوكيو
- 2022 :  ذهبية في بطولة أوروبا سبليت
- 2023 :  فضية في بطولة العالم فوكوكا.
- 2024 :  فضية في بطولة أوروبا آيندهوفن
- 2024:  برونزية في بطولة العالم بالدوحة.